# پناهگاه جانوران کشتی نوح
پناهگاه جانوران کشتی نوح (به انگلیسی: Noah's Ark Animal Sanctuary) یک مرکز غیرانتفاعی آمریکایی 501(c)۳ برای نجات و توانبخشی حیات وحش، جانوران عجیب و غریب و حیوانات خانگی است. این مکان در ۲۵۰ هکتار در لوکاست گرو، جورجیا واقع شده‌است و بیش از ۱۵۰۰ جانور را در خود جای داده‌است. بسیاری از جانوران این مرکز از دست صاحبان غیرمجاز نجات یافتند، توسط سیرک‌ها و باغ‌وحش‌ها اهدا شدند، یا توسط افرادی تسلیم شدند که یا توانایی مراقبت مناسب را ندارند یا آنها را نمی‌خواستند.